# Balneário Rincão
Balneário Rincão, amtlich portugiesisch Município de Balneário Rincão, ist eine Stadt im brasilianischen Bundesstaat Santa Catarina. Zunächst ein Distrikt von Içara, wurde sie 2003 gegründet, konnte aber erst 2013 installiert werden.
Zum Gemeindegebiet gehören die sieben Binnenlagunen Urussanga Velha, Lagoa dos Freitas, Lagoa do Jacaré, Lagoa do Faxinal, Lagoa dos Esteves, Lagoa Mãe Luzia und Lagoa do Rincão.
Zum 1. Juli 2018 wurde die Bevölkerung auf 12.570 Einwohner geschätzt, die Balneo-rinconenser (portugiesisch balneo-rinconenses) genannt werden. Das Gemeindegebiet umfasst rund 64,6 km².
Balneário ist die portugiesischsprachige Bezeichnung für einen Bade- oder Strandort, rincão bedeutet Ecke.